# Бондарев, Николай Иванович
Никола́й Ива́нович Бо́ндарев (1888—1965) — советский учёный-медик, военный психиатр, организатор здравоохранения и медицинской науки, доктор медицины (1920), доктор медицинских наук (1935), профессор (1936), генерал-майор медицинской службы (1943).

## Биография
Родился 11 октября 1888 года в Актюбинске.
С 1911 по 1914 годы проходил обучение на медицинском факультете Императорского Казанского университета, участвовал в работе и был членом научного общества под руководством В. П. Осипова. С 1914 по 1915 год на практической и научной работе в клинике психиатрии Императорского Казанского университета в должности ординатора, одновременно являлся врачом земской больницы.
С 1915 по 1944 и с 1947 по 1954 год на научно-педагогической деятельности в Военно-медицинской академии имени С. М. Кирова в должностях: с 1915 по 1918 год — лекарь, с 1918 по 1919 год — заведующий отделением клиники психиатрии. С 1919 по 1939 и с 1942 по 1944 — старший преподаватель кафедры психиатрии. С 1939 по 1942 год и с 1947 по 1954 год — начальник кафедры психиатрии Военно-медицинской академии имени С. М. Кирова. В 1943 году Постановлением СМ СССР Н. И. Бондареву было присвоено воинское звание генерал-майора медицинской службы. С 1944 по 1947 год — заведующий кафедрой психиатрии Кубанского государственного медицинского института.

### Достижения в области медицины
Основная научно-педагогическая деятельность Н. И. Бондарева была связана с вопросами в области психических расстройств при травмах головного мозга, интоксикационным психозам и маниакально-депрессивному психозу. Им впервые в 1915 году были описаны контузионные автоматизмы. В период Великой Отечественной войны Н. И. Бондарев проводил исследования в области реактивных психозов, а также психозов, связанных с раневой инфекцией и интоксикацией тетраэтилсвинцом.
В 1920 году Н. И. Бондарев защитил диссертацию на соискание учёной степени доктор медицины по теме: «Опыт экспериментально-психологического исследования боевых впечатлений на солдат», в 1935 году — доктор медицинских наук. В 1936 году Н. И. Бондареву было присвоено учёное звание профессора. Н. И. Бондарев являлся автором более восьмидесяти научных работ, среди которых фундаментальные работы «Травматический психоневроз» (Л., 1936), «Предмет психиатрии, её метод и история» (Л., 1952). Среди его учеников были в том числе профессора Ф. И. Иванов и Л. И. Спивак.
Скончался 20 декабря 1965 года в Ленинграде, похоронен на Богословском кладбище.

## Известные адреса
- 1915 — Казань, Рыбнорядская улица, Уральское подворье[6].

## Награды
- Орден Ленина (21.02.1945)
- Два ордена Красного Знамени (03.11.1944, 17.05.1951)[7]